# ОШ „Јован Миодраговић” Београд
Основна школа „Јован Миодраговић” налази се у општини Врачар на подручју Београда. Школа носи назив по српском педагогу Јовану Миодраговићу.

## Историјат
Школа је основна 1954. године. Јануара 1980, ОШ „Сава Ковачевић“ и ОШ „Јован Миодраговић“ су спојене у једну школу која је носила име по револуционару и учеснику Народноослободилачке борбе Сави Ковачевићу. Школа је радила под тим именом до октобра 2002. када је, на предлог Школског одбора, Наставничког већа, Савета родитеља, а одлуком Владе Србије, добила садашњи назив ОШ „Јован Миодраговић“.

## Школа данас
Школа има укупно 41 одељење, а настава се одвија у две смене. Установа је опремљена фискултурном салом. У функцији је и продужени боравак који ради у десет група. У школи је запослено укупно 92 лица од којих су 76 наставници и учитељи.
Тренутно 1082 ученика похађа наставу у овој школи. Сем редовне наставе, ђаци могу похађати и додатне 22 секције и друге ваннаставне активности.